# Рафаель Перестрелло
Рафаель Перестрелло (італ. Rafael Perestrello, порт. Rafael Perestrelo; фл. 1514—1517) — португальський дослідник і двоюрідний брат Філіпи Монізи Перестрелло, дружини знаменитого мореплавця Христофора Колумба. Найвідоміший тим, що двіччі досягав Гуанчжоу (тоді романізований як «Кантон») на південному узбережжі материкового Китаю в 1516 і 1517 роках для організації торгівлі. Це була друга спроба встановлення китайсько-португальських торгових відносин після того, як португальський дослідник Жоржі Алваріш висадився на острові Лінтін в гирлі річки Чжуцзян у травні 1513. Рафаель також служив торговцем і капітаном морського корабля на Суматрі та в португальській Малакці.

## Походження

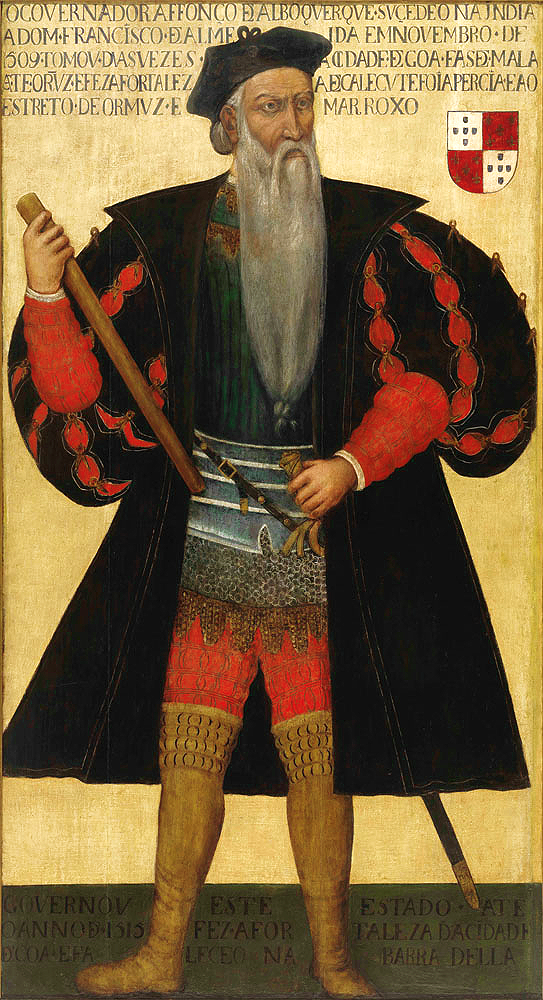
Афонсу де Альбукерке, віце-король португальської Індії, який відправив місію Рафаеля Перестрелло з португальської Малакки до мінського Китаю.

Філіппо Перестрелло (також знаний як Філіппоне Палластреллі), прадід Рафаеля і син Габріеле Паластреллі та його дружини мадам Бертоліни, був дворянином з італійського міста П'яченца, який переїхав зі своєю дружиною Катаріною Сфорца до Португалії в 1385 році, жив у Порту, а потім в Лісабоні де займався веденням торгівлі. У Філіппо та Катарини було четверо дітей: Річарте (іноді його називають Рафаелем), Ізабель (одружена з Айресом Анесом де Бежа), Бранка (у якого були природні діти від Педро де Норонья, 4-го архієпископа Лісабону з 1424 по 1452 рік) і Бартоломео (тесть Христофора Колумба і батько Філіпи, дружини Колумба). Річарте Перестрелло (нар. 1410), не дивлячись на те, що став настоятелем парафії Санта-Марінья в Лісабоні, мав двох дітей, яких узаконив у 1423 році. Рафаель був сином сина Річарта Жуана Лопеша.

## Подорожі до Китаю
У 1516 році, під час правління мінського імператора Чжу Хоучжао (прав. 1505—1521 рр.), Рафаель за дорученням віце-короля Португальської Індії Афонсу де Албукеркі відплив на кораблі з португальської Малакки до Гуанчжоу на півдні Китаю, щоб встановити торгові відносини з китайцямию. Рафаель подорожував з екіпажем малайзійської джонки, привозячи назад жадані китайські товари та яскраві звіти про комерційний потенціал Китаю. Фактично, його звіт про Китай була однією з головних причин, що спонукала Фернана Піріша де Андраде вирушити до Китаю замість Бенгалії в 1517 році. 1516 року китайська влада допустила Рафаеля в порт Гуанчжоу для проведення торгівлі з китайськими купцями, але йому не дозволили рухатися далі в глиб країни. 1517 року Рафаель керував кораблем ще однієї торгової місії до Гуанчжоу.
У 1517 році справу Рафаеля Перестрелло продовжили португальський аптекар Томе Піріш і фармацевт, купець і дипломат Фернан Піріш де Андраде. Вони взяли участь у дипломатичній місії до мінського Китаю, яку відправив король Мануел I (1495—1521). Початкові торговельні та дипломатичні зв'язки були тимчасово зруйновані, коли на дикі чутки про те, що португальці є канібалами і їдять китайських дітей наклались реальні події, під час яких португальські поселенці порушували китайські закони, грабували китайські поселення та втікали з полоненими китайськими жінками. Китайці у відповідь спалили та захопили португальські кораблі, затримали португальських полонених і стратили деяких із захоплених. Колишній султан Малакки Махмуд-шах також відправив дипломатичних послів до мінського Китаю, щоб шукати допомоги у справі вигнання португальців з Малакки. Хоча військову допомогу Махмуд-шаху Китай ніколи так і не надав, посланці султана Малакки таки змогла переконати Мінський двір відмовити у прийомі португальського посольства Андраде і Піреса відразу після смерті імператора Чжу Хоучжао в 1521 році.
Попри ці початкові невдачі, португальсько-китайські відносини поступово налагоджувались. Щорічні португальські торгові місії на острові Шанчуань відбувалися вже з 1549 року. Леонель де Соуза, що пізніше став губернатором Макао, налагодив відносини між китайцями та португальцями на початку 1550-х років, після спроб португальців знищити піратів уздовж узбереж Китаю. Лусо-китайська угода 1554 року остаточно легалізувала торгівлю між двома державами. 1557 року китайський уряд дав згоду на створення португальське поселення в Макао

## Капітан на Суматрі

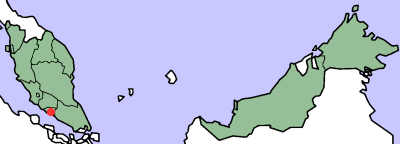
Червона точка на карті позначає розташування португальської Малакки.

Рафаель служив капітаном під керівництвом Жоржі де Албукеркі, молодшого двоюрідного брата Афонсу, коли перший був губернатором Малакки і воював проти ісламського королівства Пацем на Суматрі в 1514 році, щоб встановити там дружнього португальцям правителя. У той час як екіпаж Рафаеля Перестрелло допомагав Жорже де Албукеркі в облозі форту, укріпленого великим частоколом, хтось з команди Рафаеля на ім'я Маркес був — за словами історика Жуана де Барруша — першою людиною, що піднялася на частокіл під час бою. Битва проти добре захищеного форту і правителя Пасема (кого португальці називали султаном «Гейнал») увінчалася успіхом; Албукеркі піклувався про зведення на трон наступного правителя та встановлення сприятливих торгових умов та низьких цін на місцевий перець, що продавався португальцям. Під час другого строку служби Жорже де Албукеркі він переміг малаккського Махмуд-шаха в битві при Бінтані в 1524 році, змусивши останнього втекти, цього разу на Малайський півострів.